# Maschera mortuaria di Napoleone

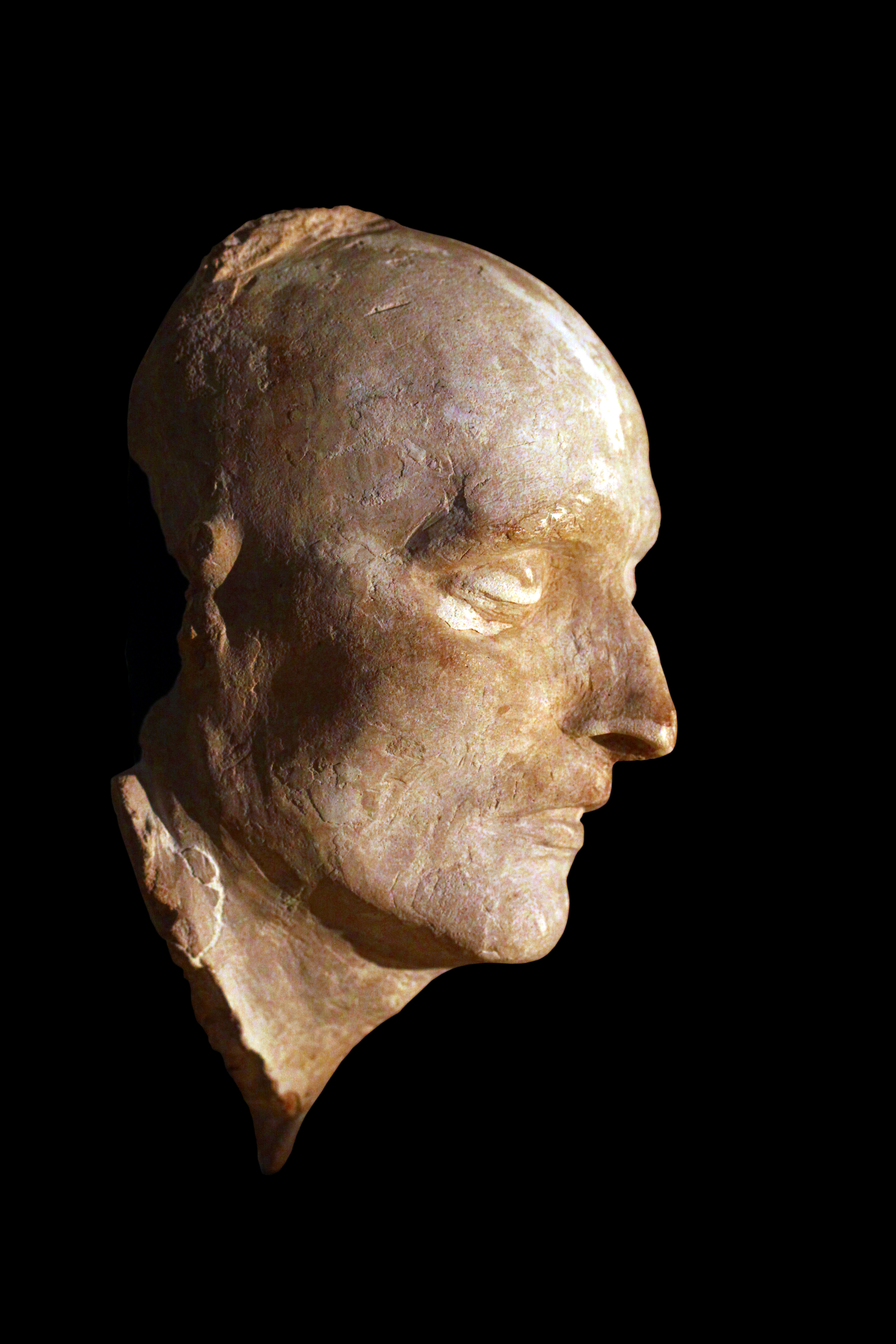
Maschera mortuaria di Napoleone di Antommarchi, esemplare originale esposto al musée de l'Armée.

La maschera mortuaria di Napoleone I è la maschera funebre del viso dell'imperatore Napoleone, ricavata poco dopo la sua morte nel 1821 e ripresa in positivo in gesso.
Le circostanze della realizzazione dell'opera sono ancora oggi soggetto di controversie. Esistono infatti più maschere del volto di Napoleone che vengono presentate come autentiche, ciascuna realizzata per merito di uno dei medici presenti a Sant'Elena all'epoca della morte di Napoleone: Archibald Arnott, Francis Burton e Francesco Antommarchi. La maschera ritenuta la più veritiera è la cosiddetta "maschera Antommarchi", esposta al musée de l'Armée di Parigi, un tempo conservata al castello della Malmaison, proveniente dalla famiglia Antommarchi; essa si presenta anche come la più antica.

## Storia
Napoleone spirò il 5 maggio 1821 alle 17:49 e il suo cadavere venne posto sotto la responsabilità del dottor Arnott su ordine di Hudson Lowe, governatore inglese dell'isola. Venne deciso di prendere l'impronta del viso dell'imperatore prima di effettuare l'autopsia, ma l'operazione era impossibile da svolgere senza gesso. Malgrado la volontà della contessa Bertrand di ottenere un'impronta del volto dell'imperatore, i tentativi di Antommarchi di trarre il gesso necessario da una serie di statuette decorative non ebbero successo. Il dottor Burton, che conosceva bene la regione dell'isola, col permesso del governatore si recò sull'isolotto presso George-Island dove sapeva dell'esistenza di un giacimento di gesso e lì se ne procurò una quantità sufficiente per la fabbricazione di un'impronta della testa completa.
Il 7 maggio alle 16:00, il calco venne realizzato da Burton con l'aiuto di Antommarchi. Il viso dell'imperatore, che aveva sempre conservato un aspetto giovanile, aveva iniziato ormai a deformarsi per effetto del processo di decomposizione. Aiutato dai domestici di Longwood House il vaudese Abram Noverraz preparò il corpo, Burton realizzò due impronte, una del viso e una del resto del cranio, così da poterne ricavare un vero e proprio busto. Malgrado tutto si decise che il lavoro per la realizzazione di un vero e proprio busto completo sarebbe stato portato a compimento in Europa, dove si sarebbe trovato materiale di migliore qualità ed in maggiori quantità. La contessa Bertrand promosse fortemente questa fabbricazione e Burton accettò. L'idea della contessa era piuttosto quella di imballare alla perfezione il tutto per far completare il busto dal celebre scultore Antonio Canova. Antommarchi si impegnò a recuperare personalmente la "reliquia" una volta giunti in Italia. Malgrado le proteste del medico britannico, il busto non venne mai più restituito, e Burton decise a questo punto di distruggere l'impronta del cranio rimastagli.

## Altre maschere

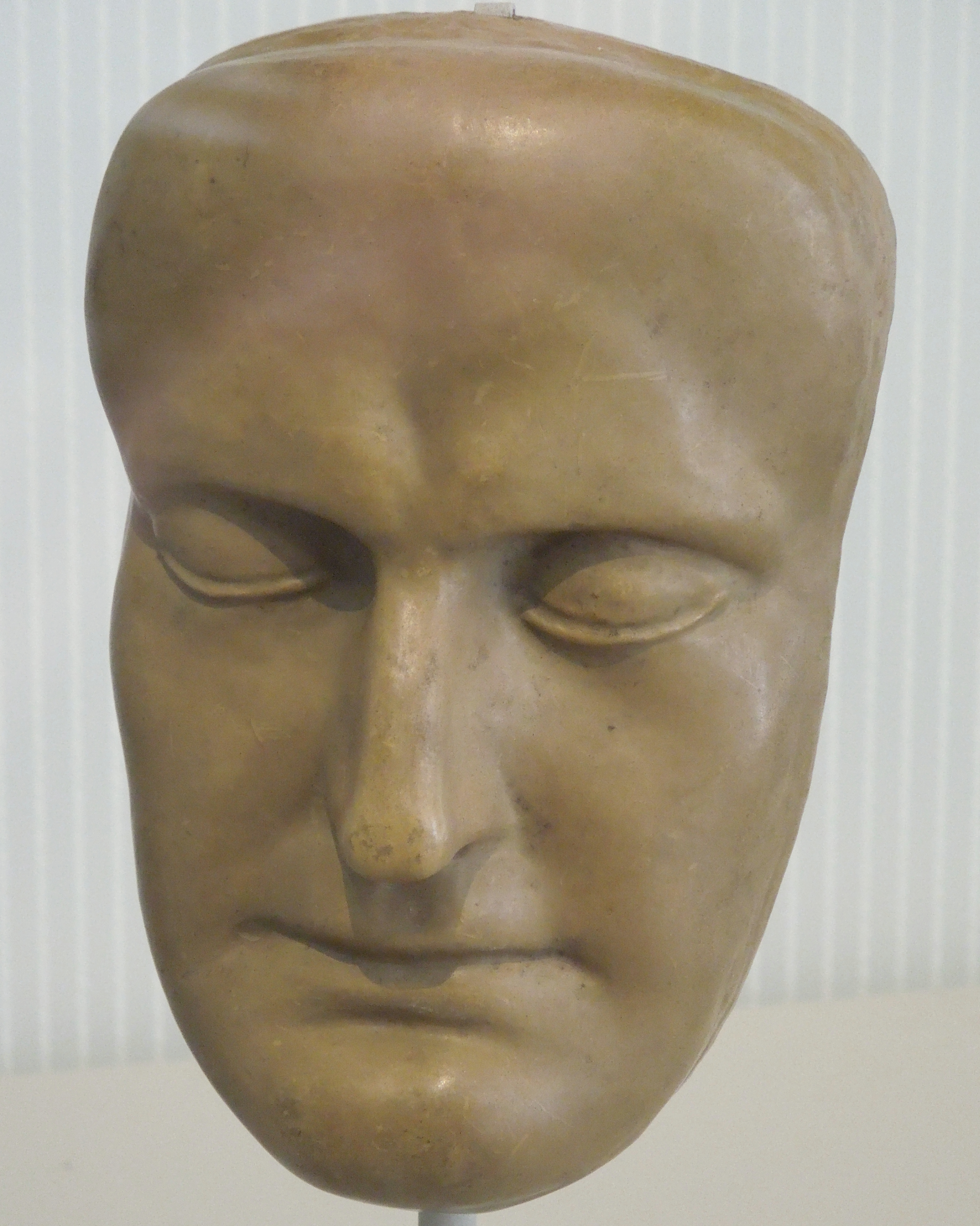
Maschera mortuaria di Napoleone attribuita ad Archibald Arnott (museo Masséna).

Dopo la maschera di Antommarchi, altre maschere funebri di Napoleone comparvero tra il XIX ed il XX secolo, ciascuna provvista di debita autenticità. 

### La «maschera Arnott»
Archibald Arnott era un medico militare designato da Hudson Lowe per curare Napoleone nell'aprile del 1821. Fu il primo a notare che il male di cui soffriva l'imperatore era situato al livello dello stomaco.
Una maschera mortuaria differente da quella di Antommarchi gli venne attribuita, di cui però non si fa memoria nei suoi scritti. La particolarità di questa maschera è quella di essere realizzata in cera e non in gesso.

## Ispirazioni artistiche
L'Avenir des statues (1937) di René Magritte presenta la maschera mortuaria di Napoleone dipinta in un cielo blu con delle nuvole.